# Star Duell
Star Duell war eine von RTL produzierte und im Jahr 2004 in Deutschland ausgestrahlte Fernsehsendung, in der zehn Prominente in einem Gesangswettbewerb gegeneinander antraten.

## Mitwirkende
Die Moderation der Sendung übernahm Sonja Zietlow. Als Backstage-Reporter fungierte Oliver Polak.
Beurteilt wurden die Leistungen von einer Jury, Musikrat genannt. Dieser bestand aus:
- Nina Hagen
- Caroline Beil
- Roberto Blanco
- Daniel Küblböck

Zu den zehn Teilnehmern zählten:
- Stefan Bockelmann
- Dominic Boeer
- Lucas Cordalis
- Verona Feldbusch
- Christian Häckl
- Fabian Harloff
- Michelle Hunziker
- Olivia Jones
- Sarah Kern
- Susan Sideropoulos

Verona Feldbusch weigerte sich mit verschiedenen Aussagen, bei den Liveshows zu singen. Sie selbst gab an, als Backstage-Reporterin, nicht als Teilnehmerin, verpflichtet worden zu sein und die Produktionsfirma Granada verklagen zu wollen. Wiederholt wurde jedoch vermutet, dass es sich lediglich um eine PR-Inszenierung handelte.

## Ablauf
Die Teilnehmer wiesen keine bis wenig Gesangserfahrungen vor und erhielten von Experten Gesangs- und Choreografieunterricht. Sie mussten ihre Leistungen anschließend in der Liveshow im Kölner Studio beweisen und gegeneinander antreten. Die einzelnen Shows standen dabei unter bestimmten Mottos. Beurteilt wurden sie von der Jury, woraufhin die Zuschauer abstimmten, welcher Kandidat die Sendung verlassen muss.
Die geplanten sechs Mottos waren: Das erste Mal, Mein Held, Herzschmerz, Holidays, Friends & Family und Einer kann gewinnen/Sieger oder Verlierer.
Die Finalisten der Sendung waren Michelle Hunziker und Dominic Boeer. Als Sieger und damit als Star of the Stars ging Dominic Boeer hervor, der 52,7 Prozent aller Telefonanrufe und somit einen Plattenvertrag erhielt.

## Ausstrahlung
Die erste Folge wurde am 14. April 2004 um 20.15 Uhr ausgestrahlt. Weiteren Folgen wurden ab dem 17. April 2004 immer samstags nach Wer wird Millionär? ab 21:15 Uhr ausgestrahlt.

## Kritik
Die Süddeutsche Zeitung beschrieb den „Sängerwettstreit“ in einem Artikel mit dem Titel Vokales Grauen mit den Worten „Karaoke für Verhaltensauffällige“. Auch DWDL betitelte die „Show, die keiner so richtig versteht“ als „neue peinliche Musiksendung“. Über die Sendung, „in der Pseudo-Promis, die nicht singen können genau das unter Beweis stellen“, titelte der Branchendienst Kressreport damals: „Glücklicherweise eingesehen hat RTL, dass die katastrophale Show Star Duell keinen Sinn hat“.
In einer Retrospektive aus dem Jahr 2009 bezeichnete Quotemeter.de Star Duell als „eines der größten Affentheater der deutschen Fernsehgeschichte“ und es wenig verwunderlich, dass „das unkreative Format wenig Zuschauerinteresse fand“.

## Einschaltquoten
| Sendung                                             | Datum          | Zuschauer | Zuschauer       | Marktanteil | Marktanteil     |
| Sendung                                             | Datum          | Gesamt    | 14 bis 49 Jahre | Gesamt      | 14 bis 49 Jahre |
| --------------------------------------------------- | -------------- | --------- | --------------- | ----------- | --------------- |
| 1                                                   | 14. April 2004 | 3,68 Mio. | –               | 12,0 %      | 17,3 %          |
| 2                                                   | 17. April 2004 | 2,55 Mio. | –               | 8,4 %       | 11,3 %          |
| 3                                                   | 24. April 2004 | 2,26 Mio. | –               | 7,8 %       | 11,1 %          |
| 4                                                   | 8. Mai 2004    | 2,47 Mio. | 1,29 Mio.       | 11,4 %      | 11,4 %          |
| Quellen: (Folge 1), (Folge 2), (Folge 3), (Folge 4) |                |           |                 |             |                 |

Da die Zuschauerzahlen weit unter dem Durchschnitt des Senders lagen, wurde nach der dritten Folge entschieden, die Sendung frühzeitig zu beenden. Infolge der schlechten Quoten senkte RTL die Preise von Werbespots während der Sendung im Mai 2004 von 45.000 auf 30.000 Euro.
Das Finale wurde als Doppelfolge gesendet. Star Duell war letztlich zwei Folgen kürzer als geplant und endete bereits nach vier Folgen.